# Thorsten Nissen

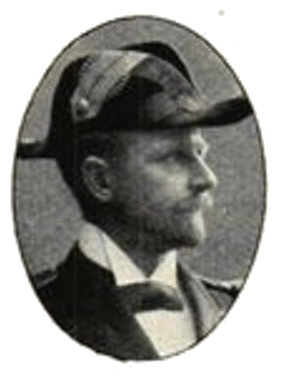
Thorsten Nissen.

Thorsten Allan Nissen, född den 1 augusti 1870 i Lösens församling, skriven i Adolf Fredriks församling, död 31 januari 1941, var en svensk officer i flottan. Han var son till kommendörkapten Rudolf Nissen och Sophie Psilanderhjelm.
Nissen utnämndes till underlöjtnant 1892, löjtnant 1896, kapten 1902 och kommendörkapten 1922. Han blev bibliotekarie vid Marinstaben 1926. Nissen blev riddare av Svärdsorden 1913.